# 北宁王
北宁王，中国古代封爵之一。

## 元朝
封地不详，为金印螭纽王。
- 迭里哥儿不花，忽必烈孙甘麻剌第三子，大德十一年（1307年）封，至大二年（1309年）改封湘宁王。